# 克里斯蒂娜·施米特
克里斯蒂娜·施米特（德語：Christine Schmitt，1953年5月26日—），德国女子竞技体操运动员。她曾代表东德参加1972年夏季奥林匹克运动会体操比赛，获得女子团体全能银牌。